# بريا (كورنوال)
بريا (بالإنجليزية: Brea, Cornwall)‏ هي قرية تقع في المملكة المتحدة في كورنوال.